# Markus Schmidt
Markus Schmidt (Wiener Neustadt, 12 ottobre 1977) è un ex calciatore austriaco, centrocampista.

## Carriera

### Club
Debutta in Fußball-Bundesliga il 13 luglio 2003 nel pareggio per 1-1 contro l'Admira Wacker Mödling.